# NGC 1740
NGC 1740 è una galassia lenticolare situata nella costellazione di Orione, a una distanza di circa 198 milioni di anni luce dalla nostra Via Lattea.

## Scoperta
La galassia è stata scoperta l'11 febbraio 1830 dall'astronomo britannico John Herschel.